# Biguanid

Metformin

A biguanid szó egyrészt egy vegyületet, másrészt annak származékaiból álló gyógyszercsoportot jelent, melyeket elsősorban 2-es típusú cukorbetegség ellen használnak.

## Története
A kecskeruta (Galega officinalis) nevű növényt évszázadok óta használták a cukorbetegség kezelésére. Az 1920-as években fedezték fel a biguanidot és származékait a kecskerutában. Az állatkísérletek azt mutatták, hogy csökkenti a vércukorszintet. A biguanidnál kevésbé mérgező származékaival, a synthalin A-val és synthalin B-vel kezelték a cukorbetegséget.
Az inzulin felfedezésével a biguanidin-származékok egy időre jelentőségüket veszítették. Az 1950-es években kezdtek újra foglalkozni a galega-kivonatokkal. Először a fenformint használták szélesebb körben, de a tejsav-acidózis veszélye miatt a legtöbb országban kivonták a forgalomból.

## Hatásmechanizmus
A biguanidok – a cukorgyógyszerek túlnyomó többségével ellentétben – nem befolyásolják az inzulin előállítását, de kombinálhatók ilyen szerekkel.
A biguanidok szervezetbeli működése nem teljesen tisztázott. Csökkentik a glikogenolízist (a máj glikogénlebontását, azaz a glikogèn formájában tartalékolt cukor „mozgósítását”), a glükoneogenezist (cukor előállítását a májban a lebontott fehérjékből származó vegyületekből) és az inzulinrezisztenciát. Gátolják a cukor felszívódását a bélből.

## Biguanid gyógyszerek
A metformin világszerte elterjedt gyógyszer a 2-es típusú cukorbetegség kezelésében.
Magyarországon használnak még buformin-tartalmú gyógyszereket is.
A proguanilt malária ellen, a poliaminopropil-biguanidot (PAPB) pedig fertőtlenítőszerként használják.

## Lásd még
- Szénhidrát
- Cukorbetegség
- Inzulin

## Fordítás
Ez a szócikk részben vagy egészben  a   Biguanide című angol Wikipédia-szócikk fordításán alapul.  Az eredeti cikk szerkesztőit annak laptörténete sorolja fel. Ez a jelzés csupán a megfogalmazás eredetét és a szerzői jogokat jelzi, nem szolgál a cikkben szereplő információk forrásmegjelöléseként.
Ez a szócikk részben vagy egészben  a   Proguanil című angol Wikipédia-szócikk fordításán alapul.  Az eredeti cikk szerkesztőit annak laptörténete sorolja fel. Ez a jelzés csupán a megfogalmazás eredetét és a szerzői jogokat jelzi, nem szolgál a cikkben szereplő információk forrásmegjelöléseként.
Ez a szócikk részben vagy egészben  a   Polyaminopropyl_biguanide című angol Wikipédia-szócikk fordításán alapul.  Az eredeti cikk szerkesztőit annak laptörténete sorolja fel. Ez a jelzés csupán a megfogalmazás eredetét és a szerzői jogokat jelzi, nem szolgál a cikkben szereplő információk forrásmegjelöléseként.